# 질감
질감(質感) 또는 텍스처(texture)는 모든 물체는 제각기 다른 재질을 가지고 있음에 따라 따라서 그 물체의 표면이 주는 느낌도 각각 다른데, 질감은 물체의 표면에서 느껴지는 딱딱하다, 부드럽다, 까칠까칠하다, 매끄럽다 등의 시각적·촉각적 느낌을 말하며, 그 물체를 구성하는 물질의 특성을 반영하기도 한다. 회화에서의 질감 표현은 터치의 강약과 색의 농담 등으로 가능하다.또 텍스처라고도 한다.
텍스처는 본디 직물(織物)의 textile에서 나온 말로서 짜임새(織), 천의 지질(地質), 조직(組織) 등에서 발전하여 결, 물질의 결을 묘출(描出)한 것을 말한다. 즉 텍스처는 작품의 표면에서 느껴지는 바탕의 결을 말하는 것이고 또한 소재의 물리적인 조건 이외에 시각적으로 매개(媒介)된 촉각감(觸覺感)을 말한다.